# サム・ウォルトン

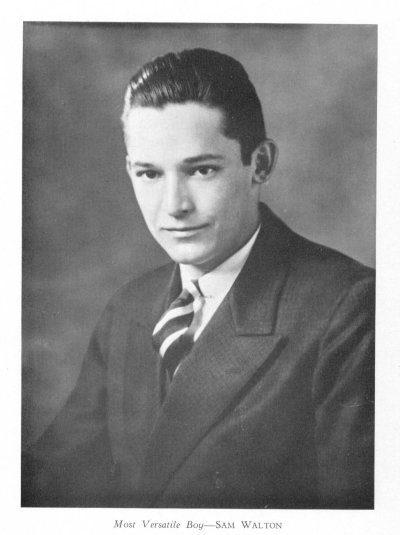
サム・ウォルトン

サム・ウォルトン（Sam Walton, 1918年3月29日 - 1992年4月5日）は、世界最大の小売業者であるウォルマートの創業者。フルネームはサミュエル・ムーア・ウォルトン (Samuel Moore Walton) という。

## 略歴
1918年、アメリカ合衆国オクラホマで農場を営む家に生まれたサム・ウォルトンは、ミズーリ大学経済学部卒業後、会社勤務を経て軍隊に入隊。1945年の除隊後にアーカンソーの雑貨屋を購入し、チェーン展開を開始した（この店は1950年に廃業した）。1954年には彼の弟バドとともにウォルマートの原型ともいえるディスカウントストアの「Walton's」（ウォルトンの店）を開業し、アーカンソーとミズーリ、カンザスで16の雑貨店を所有した。
1962年に「Walton's」の他にウォルマートを創業し、経営に乗り出した（この年にKマートも創業）。当時の小売業界の主要出店方式の逆をいく大型店を中心とした田舎での出店や、現在では小売業の潮流ともいえるドミナント方式をいち早く導入するなど流通革命を先導し、物流、情報を最大限生かした効率的な経営でシアーズやKマートを抜く全米最大の小売業へ導いた。
また、『フォーブス』は1985年から1988年までウォルトンを世界一の金持ちとして紹介し、奨学金制度の創設など慈善事業にも積極的に参加。1992年には大統領自由勲章を受章している。

## 銃とビジネス
サム・ウォルトンは、銃愛好家であることが知られており、銃器メーカーのレミントン・アームズ社はサム・ウォルトンの名にちなんだ猟銃の商品名を採用したこともある。こうした嗜好は、彼のビジネスにも強く反映されており、全米のウォルマート店舗（2019年時点で4,750店）の半数近くで銃器を販売。長らくアメリカ国内の銃器販売をリードしてきた側面がある。なお、彼の死後、アメリカ国内で銃規制を求める声が高まり、2019年にウォルマート店舗内で銃を使用した犯罪（エルパソ銃乱射事件 (2019年)など）が相次ぐと、拳銃や殺傷力の高いライフル銃の弾丸の販売を中止を発表している。